# South Gorin (Misuri)
South Gorin es un pueblo ubicado en el condado de Scotland en el estado estadounidense de Misuri. En el Censo de 2010 tenía una población de 91 habitantes y una densidad poblacional de 172,23 personas por km².

## Geografía
South Gorin se encuentra ubicado en las coordenadas 40°21′31″N 92°1′32″O / 40.35861, -92.02556. Según la Oficina del Censo de los Estados Unidos, South Gorin tiene una superficie total de 0.53 km², de la cual 0.53 km² corresponden a tierra firme y (0.49%) 0 km² es agua.

## Demografía
Según el censo de 2010, había 91 personas residiendo en South Gorin. La densidad de población era de 172,23 hab./km². De los 91 habitantes, South Gorin estaba compuesto por el 100% blancos, el 0% eran afroamericanos, el 0% eran amerindios, el 0% eran asiáticos, el 0% eran isleños del Pacífico, el 0% eran de otras razas y el 0% pertenecían a dos o más razas. Del total de la población el 0% eran hispanos o latinos de cualquier raza.